# Hermann Fritzsching
Hermann Fritzsching (* 20. Juni 1900; † 13. August 1954 in Berlin-Charlottenburg) war ein Tontechniker beim deutschen Film.

## Leben und Wirken
Fritzsching studierte an der TH Dresden und schloss sein Studium als Diplomingenieur ab. Er wurde Mitglied der Burschenschaft Arminia Dresden im ADB. Er begann seine berufliche Laufbahn im Labor vom Siemens. Am 1. September 1929 wechselte er in die Filmbranche.
Seine erste Arbeit wurde die tontechnische Betreuung des frühen Tonfilms (Drehzeit: Oktober bis Dezember 1929) Der unsterbliche Lump von Gustav Ucicky. Mit Ucicky sollte er in den kommenden Jahren häufig zusammenarbeiten, unter anderem bei dessen deutsch-nationalen Inszenierungen Das Flötenkonzert von Sans-souci, Morgenrot und Flüchtlinge. Fritzsching betreute aber auch UFA-Komödienklassiker wie Die Drei von der Tankstelle, mehrere Inszenierungen Reinhold Schünzels und die beiden kassenträchtigen Hans Albers-Heinz-Rühmann-Kooperationen Bomben auf Monte Carlo und Der Mann, der Sherlock Holmes war. Seit 1938 war Fritzsching fast anderthalb Jahrzehnte lang nicht mehr persönlich in der Filmherstellung aktiv.
Seine Nachkriegskarriere begann erst Anfang der 50er Jahre, bereits 1954 verstarb Fritzsching überraschend. Zwei seiner letzten Arbeiten, Ein Leben für Do und Die Hexe, hatten ihn wieder mit Ucicky zusammengeführt.

## Filme
- 1930: Der unsterbliche Lump
- 1930: Die Drei von der Tankstelle
- 1930: Das Flötenkonzert von Sans-souci
- 1931: Bomben auf Monte Carlo
- 1931: Ronny
- 1931: Im Geheimdienst
- 1932: Das Lied einer Nacht
- 1932: Wie sag’ ich’s meinem Mann?
- 1932: Der schwarze Husar
- 1932: Das schöne Abenteuer
- 1933: Morgenrot
- 1933: Ein Lied für Dich
- 1933: Ein gewisser Herr Gran
- 1933: Flüchtlinge
- 1934: Mein Herz ruft nach dir
- 1934: Lockvogel
- 1934: Schloß Hubertus
- 1935: Das Mädchen Johanna
- 1935: Liebeslied
- 1935: Königswalzer
- 1935: Schwarze Rosen
- 1936: Savoy-Hotel 217
- 1936: Das Mädchen Irene
- 1937: Der Mann, der Sherlock Holmes war
- 1937: Streit um den Knaben Jo
- 1937: La Habanera
- 1938: Rätsel der Urwaldhölle (Dokumentarfilm)
- 1951: Der bunte Traum
- 1952: Postlagernd Turteltaube
- 1952: Pension Schöller
- 1952: Das Land des Lächelns
- 1952: Der fröhliche Weinberg
- 1953: Ein Leben für Do
- 1954: Emil und die Detektive
- 1954: Die Hexe